# Цеча-Ахки
Цеча-Ахки (Цеча-ахки, Чеча-Ахки; чечен. Цӏечу аьхкие) — развалины аула на правом берегу реки Фортанга в Серноводском районе Чеченской Республики. Аул был принудительно покинут в 1944 году в период депортации вайнахов в Среднюю Азию. Старинное родовое селение тайпа Цечой.

## Название
В научной и научно-популярной литературе, документах, прессе и соцсетях, нахоязычное название селения и местности Цеча-Ахки разные авторы могут указывать по-разному. Такое разнообразие в орфографии для чечено-ингушских топонимов и этнонимов встречается вплоть до начала XXI века.
Для ойконима Цеча-Ахки характерно, что второе слово указывалось с заглавной или строчной букв; оно могло начинаться на а, или на э; встречается написание с разными окончаниями как первого, так и второго слова; иногда полное название селения пишут то с дефисом, то без дефиса (см. § Варианты орфографии ойконима). Некоторые авторы даже в одной работе давали различные варианты наименование селения Цеча-Ахки. Власти Чеченской Республики в 2020 году ввели закон, согласно которому должно произойти закрепление за населёнными пунктами республики названий на чеченском языке в целях обеспечения их единообразного и устойчивого применения.

### Этимология
Этимология ойконима Цеча-Ахки на сегодня точно не установлена. Существует два предположения, высказанных исследователями А. С. Сулеймановым и Я. З. Ахмадовым, и одна зафиксированная А. О. Мальсаговым легенда, о возникновении названия этногруппы Цечой, грамматически связанное с их родовым селением Цеча-Ахки:

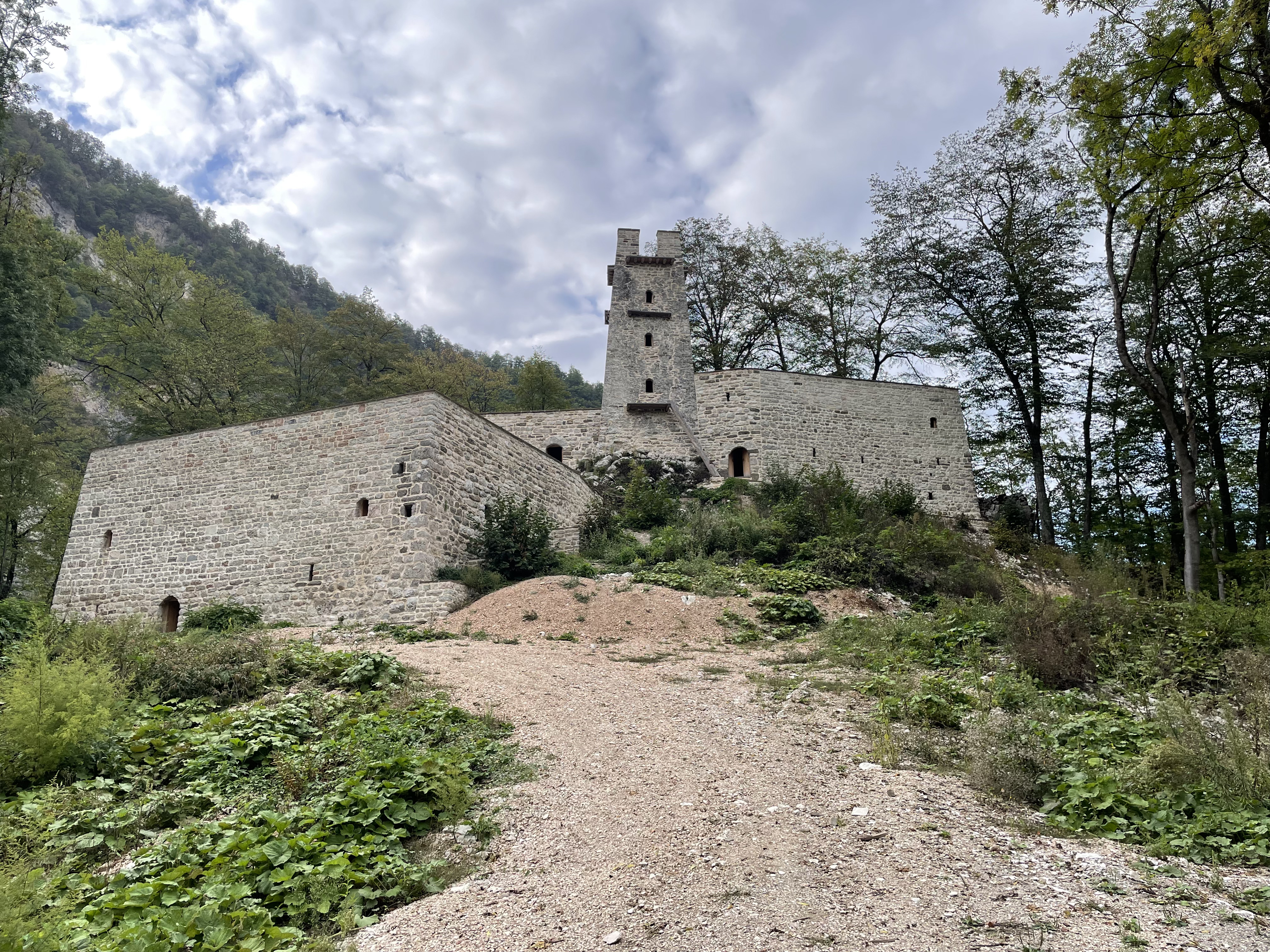
Цеча-Ахка после реставрации

1. Цеча-Ахка после реставрацииПервое слово названия может быть связано с древним вайнахским богом Цу[К. 4]. Его имя, вероятно, восходит к древнему слову означающему «огонь», в чеченском — цӏе[К. 5] и ингушском — цIи[К. 6]. Во II части «Топонимии Чечено-Ингушетии» (1978) в главе «Арстах (Орстхой, эргӏстой, аькхий)», где описывается селение Цеча-Ахки, составитель словаря А. С. Сулейманов не сообщает этимологию ойконима[11], но в III части словаря (1980) в главе «Микротопонимия села Гелдеген» встречается одноимённое урочище на западе Гелдагана[12], которому автор уже даёт объяснение — первое слово составляющее топоним восходит к имени бога Цая, а второе означает реку или ущелье[13].
2. Возможна связь с прилагательным «красный» — в чеченском цӏен[К. 7] и ингушском цӏе, цӏен[К. 8]. Чеченский историк Я. З. Ахмадов считает, что этимология Цеча довольно прозрачна и означает — «красный», «красная (местность)». По его мнению, это может быть связано с наличием железистых источников или окрашиваемых утренним солнцем в красный цвет известняковых скал характерных для данной местности[18].
3. Название может восходить к чечено-ингушскому слову цӏий — «кровь»[К. 9]. Возможно, название Цеча произошло от этнонима Цечой, а возникновение уже этого названия восходит к легенде о первопредке цечойцев, эпониме этой этногруппы — мальчике найденном галгаевцами рядом с убитой врагами матерью, всего залитого её кровью[22].

В переиздании словаря А. С. Сулейманова («Топонимия Чечни», 1997) появился дополнительный вариант названия — ЦIий Іанийнчу аьхке, которого не было в оригинальном издании. Составитель словаря или редактор возводил его этимологию к преданию, согласно которому на месте селения произошло кровопролитное сражение с иноземцами.

### Варианты орфографии ойконима
| Русскоязычная орфография | Чечено-ингушская орфография            | Упоминание названия в источниках                                   | Упоминание названия в источниках |
| Цечахки                  | —                                      | карта ЧИ АССР                                                      | 1937                             |
| Цеча-Ахк Цеча-ахк        | ЦIеч-ахк Цьеч-ахк                      | «Бакъдар» «ГосЗатраты» «Кавказский Узел» «Рамблер/новости»         | 2018 2019 2018 2019              |
| Цеча-ахки                | —                                      | Пятиверстная карта Кавказского края Указатель к Пятивёрстной карте | с 1869 1913                      |
| —                        | ЦIече-ахк                              | Ахмадов Я. З.                                                      | 2009                             |
| Цечу Ахк                 | —                                      | «Кавказский Узел»                                                  | 2019                             |
| Цечу Ахке Цечу-Ахке      | Цечу-аьхке                             | Ахмадов Я. З. «Кавказский Узел» «ТАСС. Это Кавказ» «Regnum»        | 2009 2019                        |
| Цечу Ахкие Цечу ахкие    | ЦIечу Аьхкие ЦIечу аьхкие ЦIечу-аьхкие | Сулейманов А. С.                                                   | 1978                             |
| —                        | ЦIечу-Эхкие ЦIечу эхкие ЦIечу-эхкие    | Сулейманов А. С.                                                   | 1978                             |
| —                        | ЦIий Іанийнчу аьхке                    | Сулейманов А. С.                                                   | 1997                             |
| Чечахки                  | —                                      | карта «Госгисцентра» в АГКГН по Республике Ингушетия               | 2001 2019                        |

## География
Уже к концу 1970-х годов центральное селение исторического района Цеча-Ахки представляло собой руины, точное его местоположение — Серноводский район Чеченской Республики (по современному административному разделению), правобережье реки Фортанги к югу от устья реки Сенгихли, в 4-х км к востоку от Верхнего Алкуна. С советского периода по наши дни, место, где находился аул, называют урочищем Чечахки и официально локализуют «в правобережье реки Фортанга; севернее устья реки Мереджи»; номенклатура листа карты масштаба 1:100 000 — K-38-043. По состоянию на 15 декабря 2022 года в АГКГН федеральной информационной системы Росреестра РФ по Республике Ингушетия, урочищу Чечахки присвоен номер 0259099 и указываются его координаты: 42°58′ с. ш. и 45°06′ в. д..
| Название (рус. орфография чеч.-инг. орфография)                | Местоположение (листы карты)                                                           | Общие сведения                                                                                                 | Координаты                                           | Связь НП с вайнахскими этногруппами |
| Селения области Цеча-Ахки (некоторые основаны ранее XVI века): |                                                                                        | |                                                      |                                     |
| Мешти                                                          | на В стороне от Цеча-Ахки, пр. б. р. Фортанга (K-38-043-A-a)                           | в XXI в. развалины, № 0259102 в АГКГН по РИ                                                                    | разв. Мошта 42°57′33″ с. ш. 45°05′50″ в. д.          | —                                   |
| Пхуматта Пхьуммата                                             | на В стороне от Цеча-Ахки, пр. б. р. Фортанга                                          | в 1970-е гг. зафиксированы кладб., в АГКГН нет                                                                 | не точно                                             | легенда: родовой аул пхуматтойцев   |
| Цеча-Ахки ЦIеча-Аьхка (см. § Название)                         | в 4 км к В от Верх. Алкуна, пр. б. р. Фортанга, к Ю от уст. р. Сенгихли (K-38-043-A-a) | духовный и политический центр орстхойцев в XVIII — нач. XIX вв., в XXI в. ур. Чечахки, № 0259099 в АГКГН по РИ | как урочища (центр): 42°57′41″ с. ш. 45°04′34″ в. д. | родовой аул цечойцев                |

### Микротопонимия вокруг центрального аула
Микротопонимию вокруг развалин аула Цеча-Ахки подробно описал составитель словаря «Топонимия Чечено-Ингушетии» А. С. Сулейманов (II часть, 1978). Согласно его изысканиям, на северной стороне селения находилось урочище Кишкин чие (чеч.-инг. КIишкин чие, «Кишкин впадина»), значение слова «кишкин» автор не выяснил; во время исследований автора, жители соседних селений ходили сюда на сенокос, пользовались пастбищами и родниками. На южной стороне селения — впадина Баргие (чеч.-инг. БIаргӏие, «Ореха впадина») и урочище Мулкание (чеч.-инг. Мулкъание, согласно А. С. Сулейманову, созвучно с деталью седла мулкъа — «подхвостник»); в обоих местах автор застал угодия под сенокос, а также урочище Цуогал авнаш (чеч.-инг. Цуогал Іавнаш, «Лисьи норки»); здесь были пастбище, сенокос и лес. На восточной стороне селения два урочища — Лакха зиента (чеч.-инг. Лакха зиента, «Верхняя зиента») и Лаха зиента (чеч.-инг. Лаха зиента, «Нижняя зиента»), этимологию «зиента» исследователь также не выяснил; сенокос и пашни. Также А. С. Сулейманов сообщал о существовании в окрестностях селения пещеры под названием Ишка халха (чеч.-инг. Ишка хьалха, «Ишка впереди»), локализацию пещеры он указал не точно — либо к востоку от Цеча-Ахки, либо на левом берегу (Фортанги?), этимологию названия автор не выяснил; у пещеры исследователем отмечены пастбища.

### Другие селения и могильники цечойского исторического района
В 3-х км к юго-востоку от Цеча-Ахки находятся развалины селения Мужген, к востоку существовало селение Пхуммата, от которого остались старинные кладбища; в 1970-е годы, на месте исчезнувшего Пхуммата, земля использовалась под сенокос и пастбища. Также с восточной стороны селения достаточно близко расположены развалины селения Мошта, возможно, оно соответствует урочищу Мештие в словаре А. С. Сулейманова, исследователь отмечал здесь богатые пастбища и летние стоянки скота. К западу от Цеча-Ахки, рядом с Верхним Алкуном, существовало селение Катаргашти, А. С. Сулейманов сообщал об имеющихся здесь развалинах жилых и боевых башен, старинных кладбищах. Примерно в 2,5 км к западу от Цеча-Ахки, около Верхнего Алкуна, находилось местечко Лист иемаршкие (чеч.-инг. Лист Іиемаршкие, «Густомогильное»).

### Соседние вершины
К северу-западу от Цеча-Ахки возвышается гора Ердыкорт (1453,6 м), в работе А. С. Сулейманова она названа Ерди те (чеч.-инг. Ерди тӏе, «Ерди на») и Ерди-Корта (чеч.-инг. Ерди-Корта, «Ерди вершина»/«Крестовая вершина»), её высота указывалась несколько другая — 1450,8 м. К северо-востоку от селения — гора Корелам (1731,7 м) в системе небольшого одноимённого хребта, в работе А. С. Сулейманова названа Кер-лоам (чеч.-инг. Кер-лоам, «Ястребиная гора»), высота по данным автора — 1734,9 м; здесь сенокос и пастбища. Спуск с горы по направлению к селению Цеча-Ахки — Кер-боссие (чеч.-инг. Кер-боссие, «Ястребиный склон»), по сообщениям автора использовался под сенокос, пастбища, зимние и летние стоянки для скота. К востоку от центрального аула ещё одна гора — Зугур-лам (чеч.-инг. Зугӏур-лам, «Зугур гора»), находящаяся над селением Пхуматта, один из вариантов этимологии слова зугур — аланское зуар, то есть «святилище, церковь, крест»; здесь пастбища и сенокос, в 1970-х годах отмечено, что западный склон принадлежал жителям Верхний Алкун. К югу от селения Цеча-Ахки — гора Барахчи (1514,2), у А. С. Сулейманова — это поросшая лесом гора Зиенти (чеч.-инг. Зиентӏи) вышиной 1512 м, по сообщению автора — «здесь недавно обнаружили мрамор».

## История
Ингушский историк Д. Ю. Чахкиев отмечал, что при исследовании селения Цеча-Ахк в горной Чечне, подземных и полуподземных склепов Умаровым С. Ц. было обнаружено около 200 фрагментов от 6 кольчуг.
Некоторые авторы называют Цеча-Ахки прародиной вайнахской этногруппы орстхойцев. Согласно предположению ряда исследователей, в конце XVIII — начале XIX веков, селение Цеча-Ахки было духовным и политическим центром области Орстхой-Мохк. Видимо, территория исторического района была достаточно освоена людьми — в 1970-е годы, когда селения здесь уже были заброшены, имеются сообщения об активной сельскохозяйственной деятельности (пашни, сенокосы, пастбища, стоянки для скота) и старинных дорогах по территории Цеча-Ахки. Согласно А. С. Сулейманову, в прошлом, в точно не установленный период, от Бамута к Базанти (чеч.-инг. Базантӏи, урочище на месте одноимённого, ныне не существующего аула, в 12-и км к востоку от селения Цеча-Ахки) начиналась, т. н. «Войск дорога», которая в районе Базанти разветвлялась на восток, и шла дальше к аккинцам, в землях которых уже называлась «Аккинцев дорога» (чеч.-инг. Аьккхин некъ).
Возвышающаяся рядом с Цеча-Ахки гора Ердыкорт, по мнению А. С. Сулейманова, была «священной горой» на которой находилось языческое святилище посвящённое вайнахскому богу Ерду (возможно бог ветра, у А. С. Сулейманова — бог по имени Ерди-крест). Существует предположение, что на месте расположенного к западу от Цеча-Ахки селения Верхний Алкун, находилось святилище божества Цу, возможно здесь проходили культовые праздники и жертвоприношения.
А. С. Сулеймановым зафиксировано предание, согласно которому из центрального аула Цеча-Ахки часть жителей переселилась немного западнее — ближе к Верхнему Алкуну, и основало здесь селение Катаргаштие, но из-за «земельного голода» они выселились на плоскость и основали новое село — Катар-Юрт (Ачхой-Мартановский район Чеченской Республики). В 1890 году в селении Цеча-Ахки насчитывалось 25 дворов, в которых проживало 192 человек (90 муж., 102 жен.), в российском статистическом учёте все они указывались как чеченцы, мусульмане по вероисповеданию.

### Кавказская война (XIX в.)
До 1860 года Северо-Восточный Кавказ находился под управлением военных властей Левого фланга Кавказской линии.

### Послевоенный период (XIX в.)
После окончания Кавказской войны власти Российской империи ввели на Северо-Восточном Кавказе гражданское управление. Селение и местность Цеча-Ахки в 1860 году оказались в составе Ингушского округа Терской области (адм. центр Владикавказ). В 1865 году в составе Ингушского округа был образован Горский участок, включавший Аккинское, Галгаевское, Джераховское, Кистинское, Мереджинское и Цоринские общества; общество Цечойцев, населявшее Цеча-Ахки, административно не выделялось. В 1866 году территория Мереджинского и Аккинского обществ была передана из Горского участка Ингушского округа в управление Аргунского округа. По мнению российского этнографа Н. Ф. Грабовского, возможная причина такого административного преобразования — «в слѣдствіи одноплеменности съ населеніемъ послѣдняго, такъ и потому, что, по мѣсту своего жительства, они ближе находятся къ центру управленія его».
Селение входило в 4-й участок Грозненского округа в составе Мереждинского старшинства.

### Советский период (XX в.)
В конце февраля 1944 года в ходе депортации чеченцев и ингушей население Цеча-Ахки было принудительно выселено в Среднюю Азию (Казахскую и Киргизскую ССР). После этого в этом районе постоянного населения не было, а башни и другие строения постепенно разрушались временем, стихиями и целенаправленным человеческим вмешательством.

### Современность (XXI в.)
В конце XX — начале XXI веков Цеча-Ахки находился в приграничной зоне, которую оспаривали друг у друга Ингушская и Чеченская республики, с 26 сентября 2018 года эта территория отошла Сунженскому району (с 11 декабря 2019 года переименован в Серноводский) Чеченской Республики (см. Чечено-ингушский территориальный вопрос). В ноябре 2018 года на месте Цеча-Ахки властями Чеченской Республики было проведено выездное правительственное совещание под руководством Главы Чеченской Республики Р. А. Кадырова, в ходе которого он заявил, что для тех, кто соберётся вернуться в эти места, обезлюдевшие после депортации жителей в 1944 году, будут созданы все условия:

«Что касается населённых пунктов: если десятки семей изъявят желание поселиться на земле предков, построим на территории того или иного села школу, детский сад, больницу. В районе появятся свет и газ. Также очень важно восстановить архитектурные памятники. В этом должны участвовать потомки владельцев башен.»
— Р. А. Кадыров (российское ИА и интернет-издание «Regnum», 25.01.2019).
Следующий, 2019 год, был объявлен Правительством Чеченской Республики годом соседнего — Галанчожского района, в январе 2019 года вопросы восстановления района Р. А. Кадыров обсудил с Председателем Парламента Чеченской Республики М. Х. Даудовым (область Цеча-Ахки в период проведения совещания, в связи с неуточнённостью границ, позиционировалась как часть Галанчожского района, позднее она была передана в состав Сунженского/Серноводского района Чеченской Республики). В мае 2019 года уже активно велись работы по восстановлению участка дороги на территории Цеча-Ахки, строительство шло в рамках проекта по восстановлению Галанчожского района и соединяло направление Бамут—Цеча-Ахки—Ялхорой. На 7 июня 2019 года с заявлениями о желании переселиться в Цеча-Ахки обратилось 33 семьи (172 человека).

## Восстановление культурного наследия в Цеча-Ахке
В 2019 году сразу после восстановления Хайбахской боевой башни в Цечу-Ахке планировались работы по реконструкции на объектах культурного наследия. 2023 году архитектурный комплекс был восстановлен и открыт. Помимо башни и крепости были также восстановлены скрепы и другие исторические объекты.

## Галерея

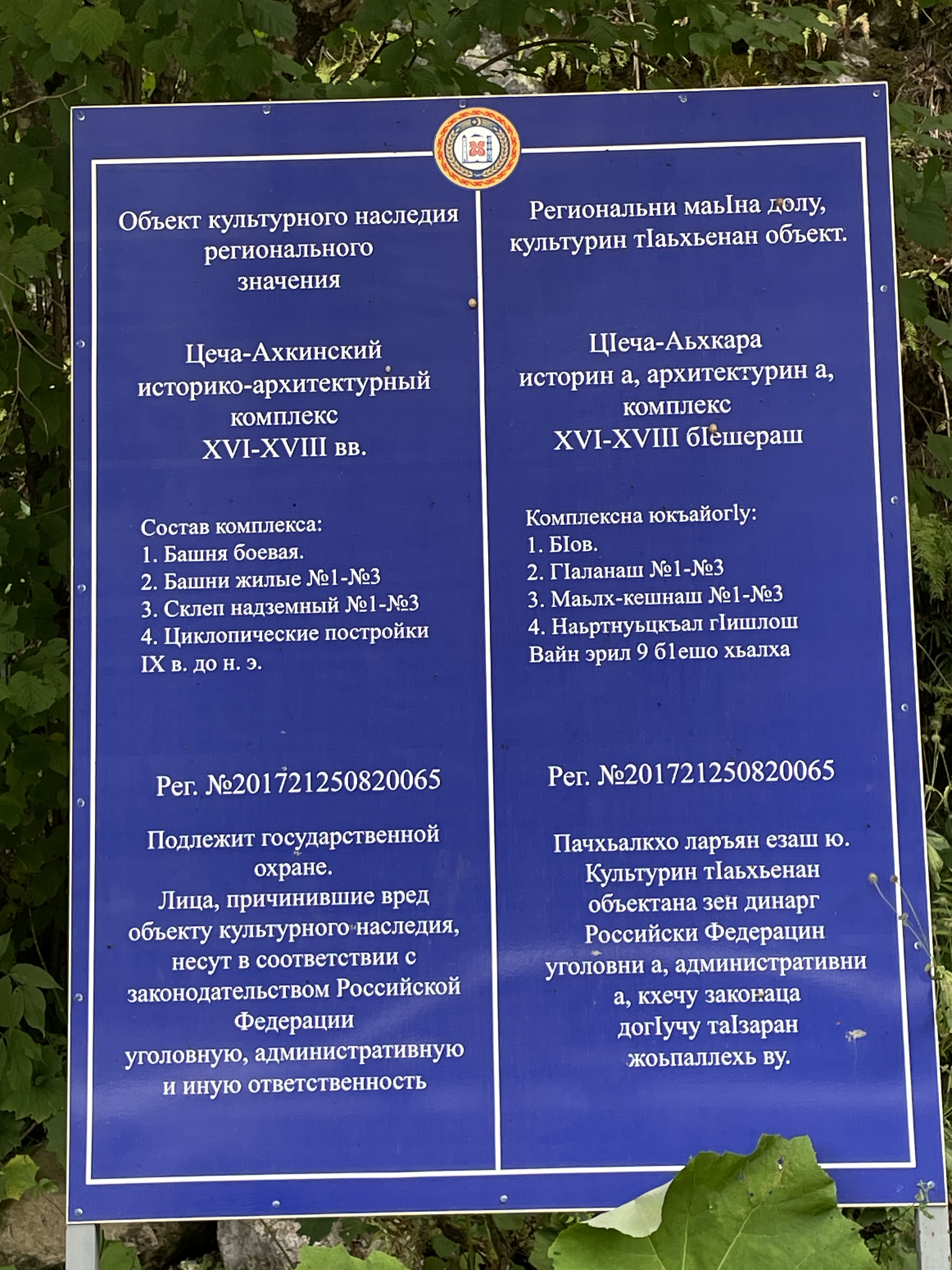
Стенд с информацией про архитектурный комплекс Цеча-Ахке
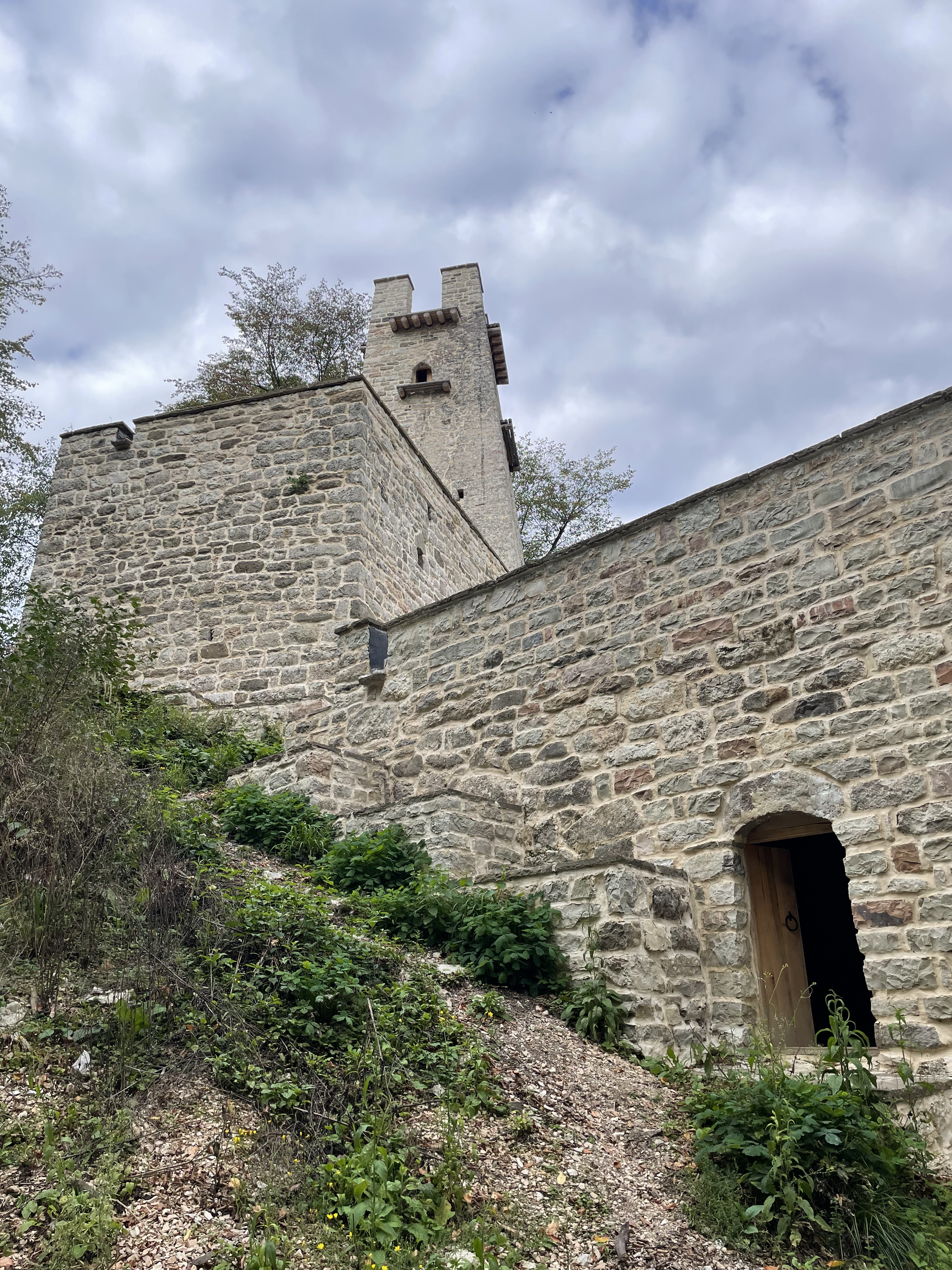
Цеча-Ахка. Архитектурный комплекс.
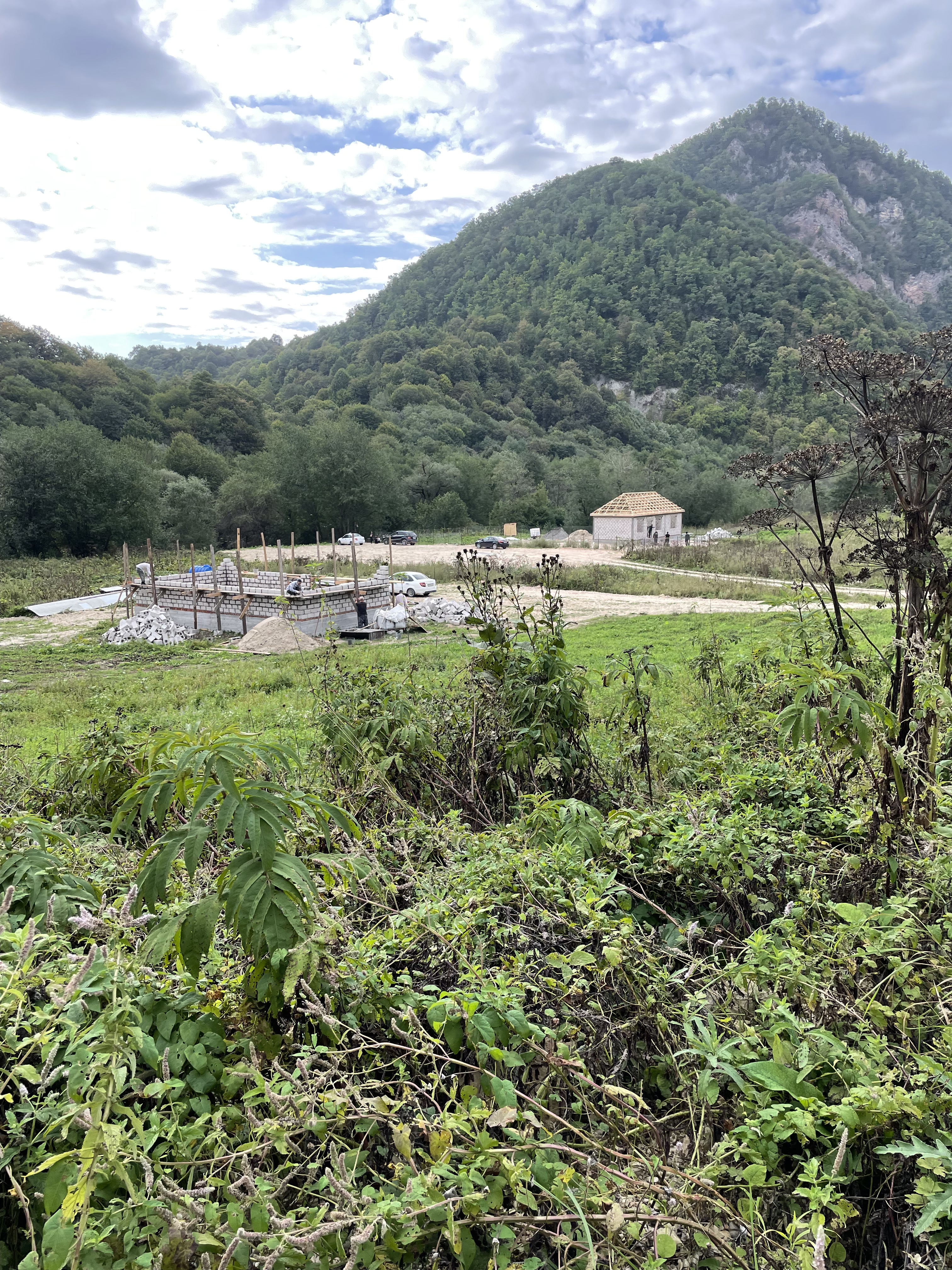
Восстановительные работы в селе Цеча-Ахке Серноводский район (Чеченская Республика).
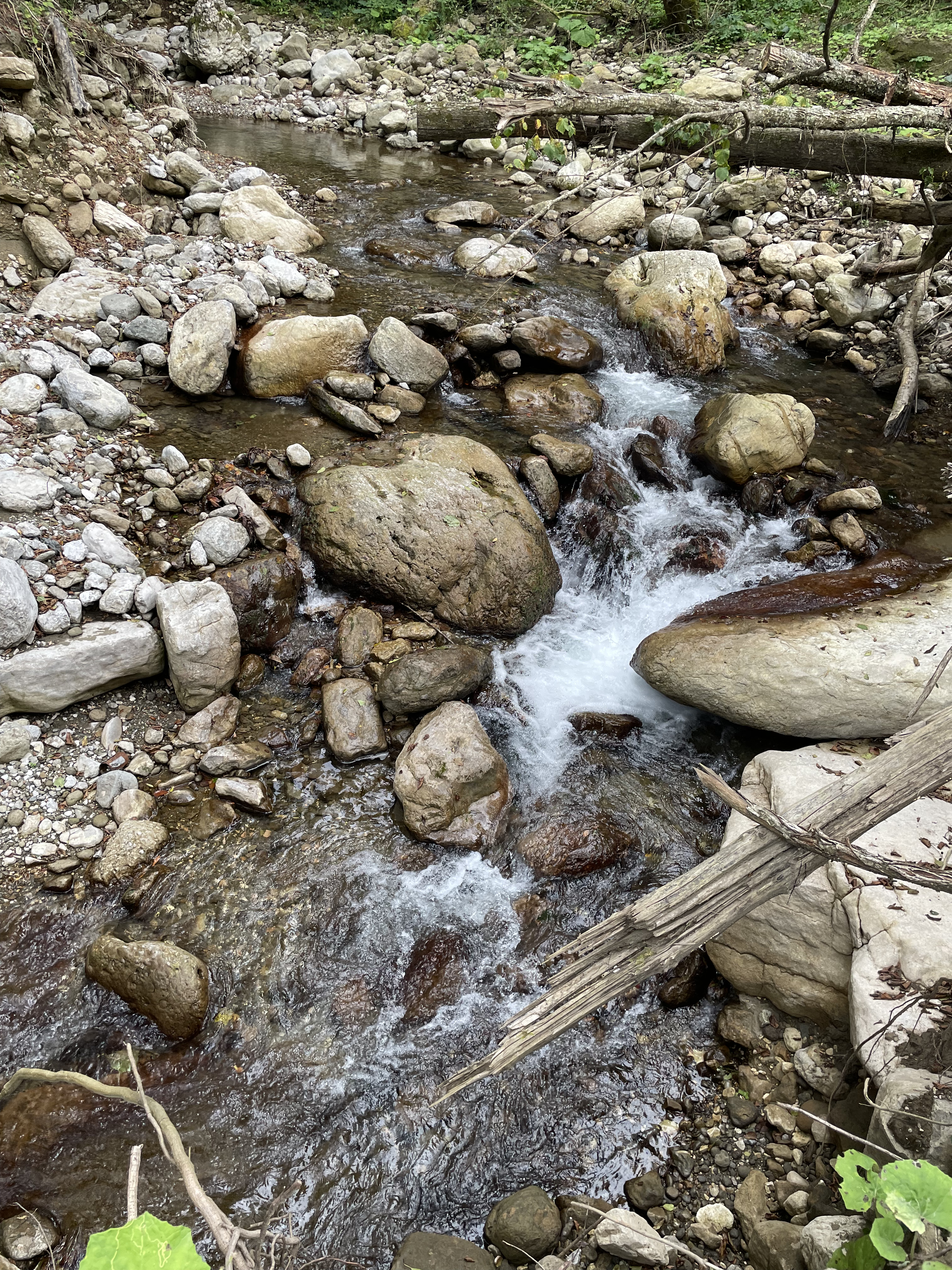
Река Сенгихли у впадения в Мартан. Цеча-Ахка
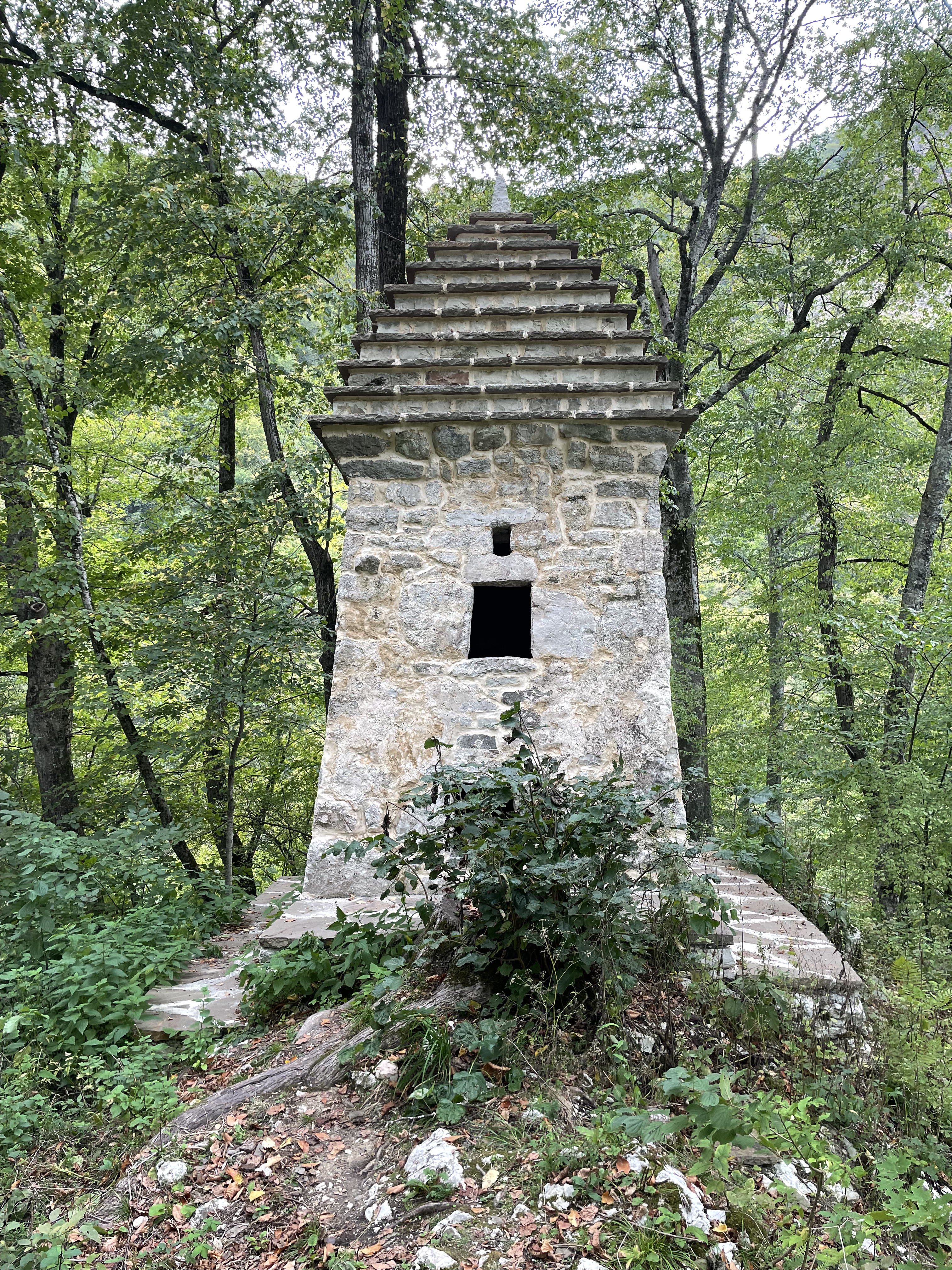
Солнечный могильник №3
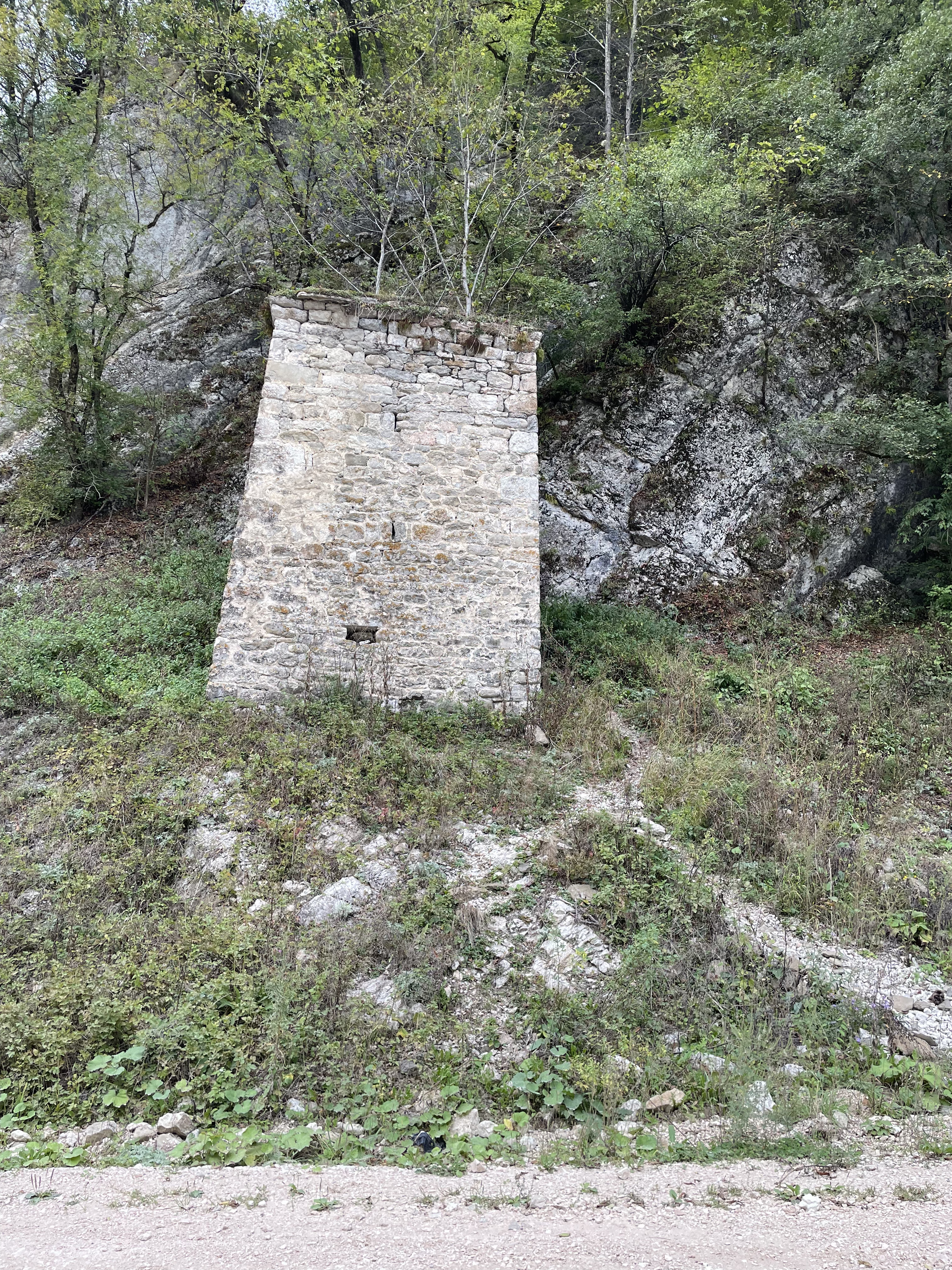
Солнечный могильник №1
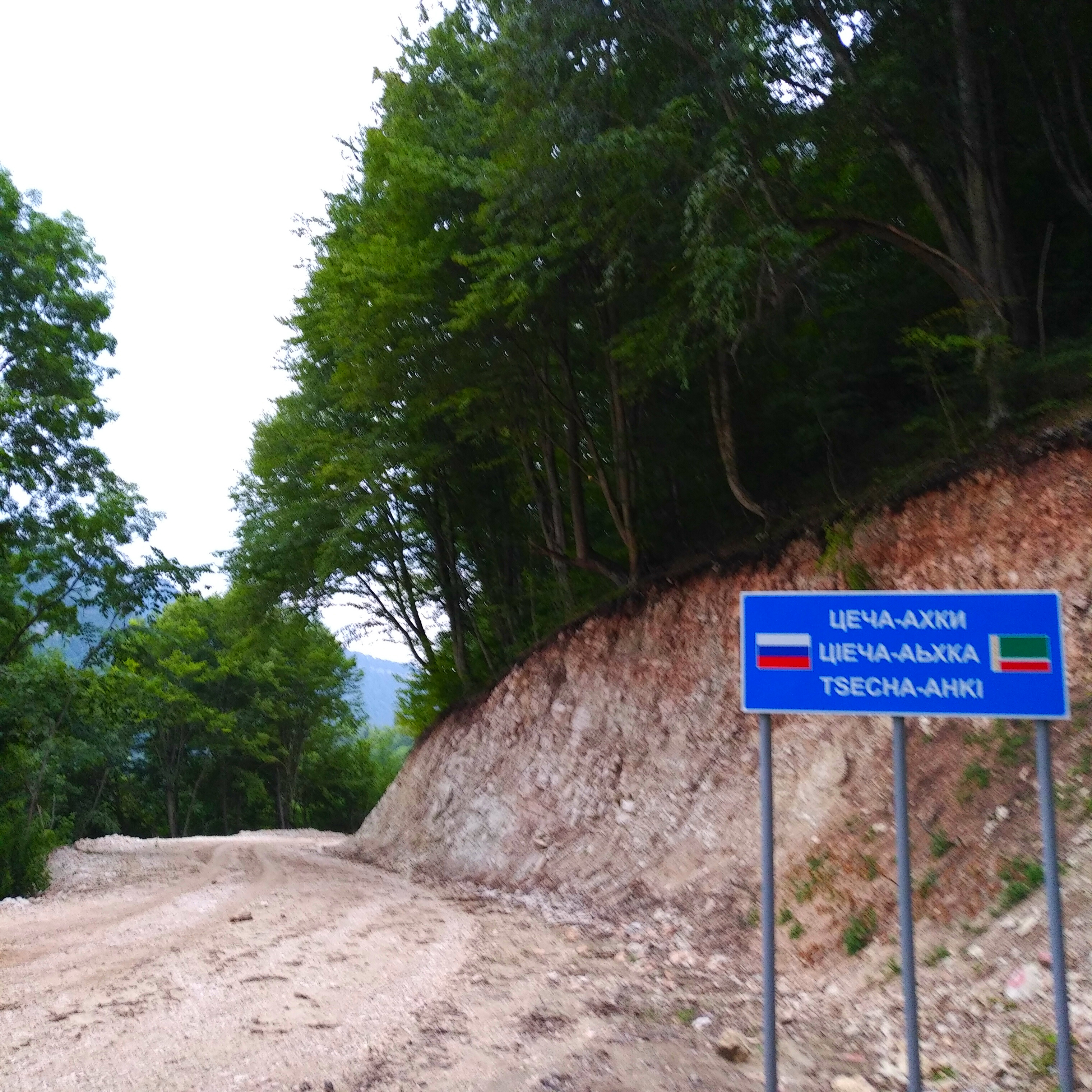
У въезда с восточной стороны.